# Королівство Курдистан
Термін Королівство Курдистан може позначати дві недовготривалі невизнані держави, що утворилися в 1920-х роках в гео-культурній області Курдистан після руйнації Османської імперії, на території офіційно під юрисдикцію Британського мандата у Месопотамії.

## Північний Ірак
Після Першої світової війни в 1920 за Севрським договором прийнято рішення про створення незалежного Курдистану. 10 жовтня 1921 курди оголосили про створення Королівства Курдистан зі столицею в Сулейманії. Королем Курдистану став Махмуд Барзані. Рік по тому у курдських районах північного Іраку, було виявлено багаті родовища нафти, через які західні країни відмовили у підтримці незалежного Курдистану. У відповідь на це у вересні 1922 курди знову проголосив незалежне Королівство Курдистан. Відповідно до Лозаннського договору від 1923, Курдистан було розділено між Туреччиною, Францією і Великою Британією. У липні 1924, британські війська поклали кінець королівству.

## Північний Курдистан (Південно-східна Туреччина)
Другу спробу створення Королівства Курдистан було зроблено на південному сході Туреччини під час повстання Шейха Саїда в 1925. Воно тривало всього 3 місяці, перш ніж було придушене турецькою армією.  Шейх Саїд розпочав повстання за допомоги сирійських курдів.